# Division d'Amravati

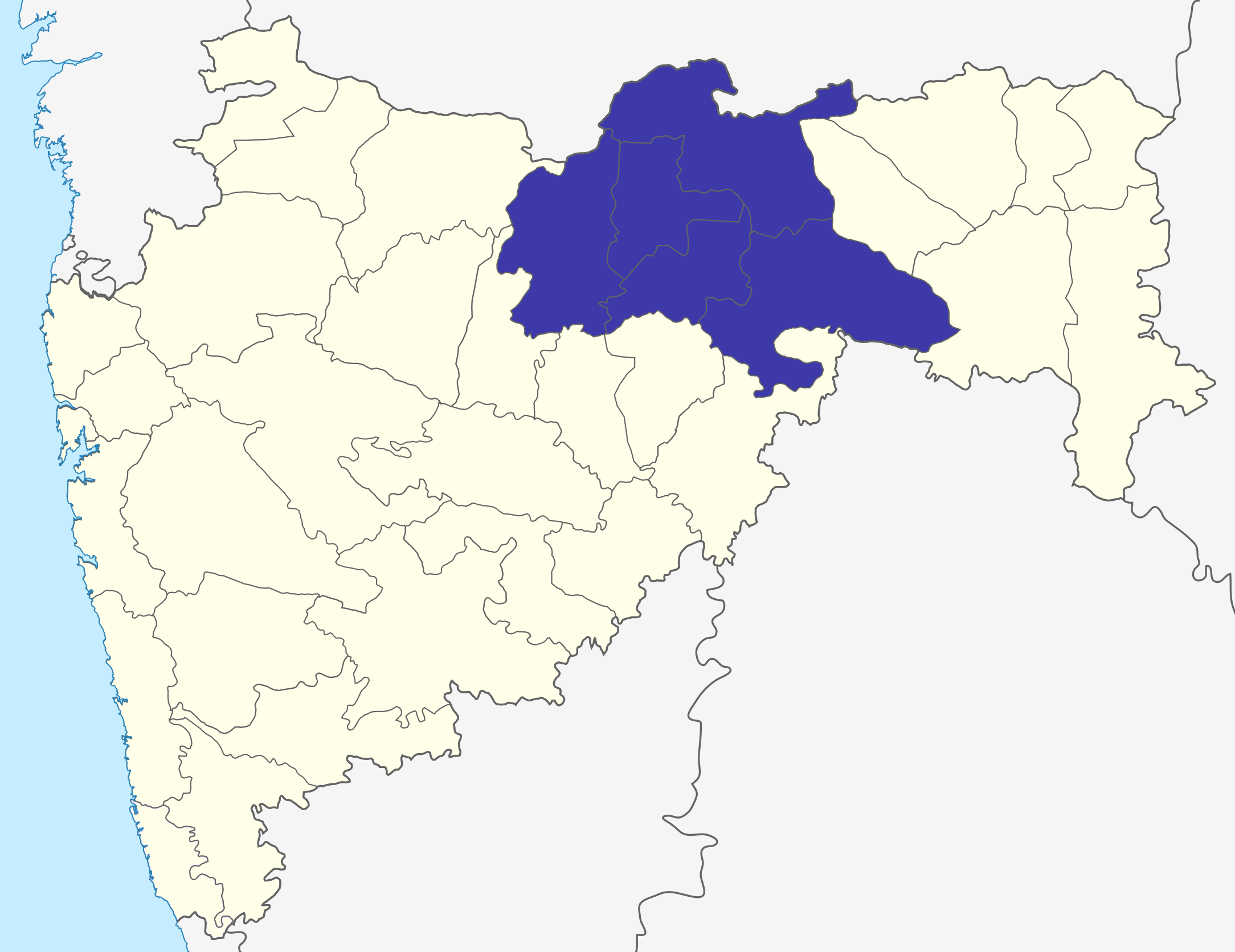
La division d'Amravati dans le Maharashtra

La Division d'Amravati (en Marathi अमरावती विभाग) est l'une des  divisions administratives de l'État indien du Maharashtra.

## Description
Elle est constituée des districts suivants:
| District             | Centre administratif | Superficie (km²) | Habitants (2001) | Densité (h/km²) |
| -------------------- | -------------------- | ---------------- | ---------------- | --------------- |
| District d'Akola     | Akola                | 5 431            | 1 630 239        | 301             |
| District d'Amravati  | Amravati             | 12 235           | 2 606 063        | 213             |
| District de Buldana  | Buldhana             | 9 640            | 2 586 258        | 268             |
| District de Washim   | Washim               | 5 150            | 1 020 216        | 276             |
| District de Yavatmal | Yavatmal             | 13 584           | 2 460 482        | 181             |